# 59 Virginis
59 Virginis, som är stjärnans Flamsteed-beteckning, eller HR 5011, Gliese 504, är en ensam stjärna i den södra delen av stjärnbilden Jungfrun, som också har Bayer-beteckningen e Virginis. Den har en  skenbar magnitud på ca 5,20 och är svagt synlig för blotta ögat där ljusföroreningar ej förekommer. Baserat på parallaxmätning inom Hipparcosuppdraget på ca 57,0 mas, beräknas den befinna sig på ett avstånd på ca 57 ljusår (ca 18 parsek) från solen. Den rör sig närmare solen med en heliocentrisk radialhastighet på ca -26 km/s.

## Egenskaper
59 Virginis är en gul till vit stjärna i huvudserien av spektralklass G0 V. Den har en massa som är ca 1,2 solmassor, en radie som är ca 1,4 solradier  och utsänder ca 2,2 gånger mera energi än solen från dess fotosfär vid en effektiv temperatur på ca 6 200 K.

## Observationshistorik
59 Virginis är känd för astronomer åtminstone sedan 1598, när den katalogiserades av Tycho Brahe i hans manuskriptkatalog med 1004 fasta stjärnor. Brahe betecknade det som "Parvula sequens vindemiatricem", vilket på latin betyder "En liten efter Vindemiatrix" (det vill säga Epsilon Virginis), och tilldelade den visuell magnitud 6 (ett modernt värde på dess skenbara magnitud (i band V) är 5,22). Fem år senare 1603 avbildade Johann Bayer de på stjärnbilden Virgofolio i hans himmelsatlas "Uranometria" och betecknade det med nummer 37, bokstaven "e" (därav Bayer-beteckningen e Virginis, eller e Vir) och namnet "Alæ dextræ sequens", vilket på latin betyder "Följer högervinge". Bayer tilldelade det också visuell magnitud 6.

## Exoplanet
Kuzuhara et al. kunde i juli 2013, 410 år senare, meddelade upptäckten av att en planet, 59 Virginis b, kretsar runt stjärnan. Upptäckten gjordes med hjälp av 8,2 meter Subaru-teleskopet vid Mauna Kea Observatory, Hawaii. En senare analys antydde att det faktiskt kan vara en brun dvärg.